# 安藤貞雄
安藤 貞雄（あんどう さだお、1927年7月29日 - 2017年3月31日）は、日本の言語学者・英語学者。学位は、文学博士（名古屋大学・論文博士・1978年）（学位論文「クリストファー・マーロウの言語の記述統語論」）。広島大学名誉教授。

## 経歴
1927年、高知県生まれ。関西大学専門部で学ぶが、1944年に中退。
戦後の1949年、文部省英語教員検定試験に合格。1973年よりロンドン大学に留学。1978年、学位論文『クリストファー・マーロウの言語の記述統語論』を名古屋大学に提出して文学博士の学位を取得。島根大学教授、後に広島大学教授となり、教鞭をとった。1990年に広島大学を定年退官し、名誉教授となった。その後は安田女子大学教授、2002年からは関西外国語大学教授として教鞭をとった。
2017年、肺炎のため、自宅のあった広島県広島市西区の病院で死去。享年89歳。

## 受賞・栄典
- 1976年：市河賞を受賞。
- 2006年：英語語法文法学会賞を受賞。

## 著書
- 現代英語の慣用と語法 文建書房 1967
- 前置詞のポイント 研究社出版 1967.10（高校英語ポイントシリーズ）
- 英語語法研究 研究社出版 1969
- 英語教師の文法研究 正続 大修館書店 1983-85（英語教師叢書）
- 英語の論理・日本語の論理 対照言語学的研究 大修館書店 1986.7
- 英米語用法小事典 英語語法の最新情報 大修館書店 1992.1
- 基礎と完成新英文法 改訂版 数研出版 1994.4 [3]
- 英語学の視点 1996.9（開拓社叢書3）
- 英語史入門 現代英文法のルーツを探る 開拓社 2002.10
- 現代英文法講義 開拓社 2005.10
- 英文法を探る 2007.9（開拓社叢書18）
- 英語の文型 -文型がわかれば、英語がわかる- 開拓社 2008.3（開拓社 言語・文化選書5）
- 英語の前置詞 開拓社 2012.6（開拓社 言語・文化選書31）

## 共編著
- 作家別英米現代文の新解釈 小林清一共著 泰文堂 1957
- 機能英文法 大島新共著 大盛堂書房 1964
- 新クラウン英語熟語辞典 大塚高信、小林清一共編 三省堂 1965
- 高校生の機能英文法 大島新共著 大盛堂書房 1965.4
- 「最新」高校生の英文法 高橋盛雄共著 大盛堂書房 1969.1
- 最新高校生の基礎英文法 高橋盛雄共著 大盛堂書房 1979.1
- 英語学の歴史 林哲郎共著 英語学入門講座 第3巻 英潮社新社 1988.4
- 英文法小事典 樋口昌幸共編著 北星堂書店 1991.6
- 生成文法用語辞典 チョムスキー理論の最新情報 小野隆啓共著 大修館書店 1993.3
- 研究社現代英米語用法事典 山田政美共編著 研究社 1995.2
- 英語学入門 澤田治美共編 開拓社 2001.11

## 翻訳
- 高等英文法 統語論 C・T・アニアンズ 文建書房 1969
- 英語動詞の言語学的研究 F.R.パーマー 大修館書店 1972
- 人類言語学入門 J.H.グリーンバーグ 大修館書店 1973
- 現代意味論 ジェフリー・リーチ　澤田治美、田中実、樋口昌幸と共訳、研究社出版　1977
- ラッセル教育論 1990.5（岩波文庫）
- ラッセル幸福論 1991.3（岩波文庫）
- 語学教師のための談話分析 マイケル・マッカーシー 加藤克美共訳 大修館書店 1995.4
- ラッセル結婚論 1996.1（岩波文庫）
- テクストはどのように構成されるか 言語の結束性 M.A.K.ハリデイ,ルカイヤ・ハサン 共訳 ひつじ書房 1997.11 (言語学翻訳叢書
- 言語 ことばの研究序説 エドワード・サピア 1998.11（岩波文庫）
- 文法の原理 イェスペルセン 2006（岩波文庫）
- 夜の来訪者 J・B・プリーストリー 2007.2（岩波文庫）
- 狐になった奥様 ガーネット 2007.6（岩波文庫）
- シェイクスピア物語 チャールズ・ラム、メアリー・ラム 2008.6（岩波文庫）

## 記念論集
- ことばと文学と文化と 安藤貞雄博士退官記念論文集 沢田治美ほか編 英潮社新社 1990.11